# Hiéroglyphe égyptien N16

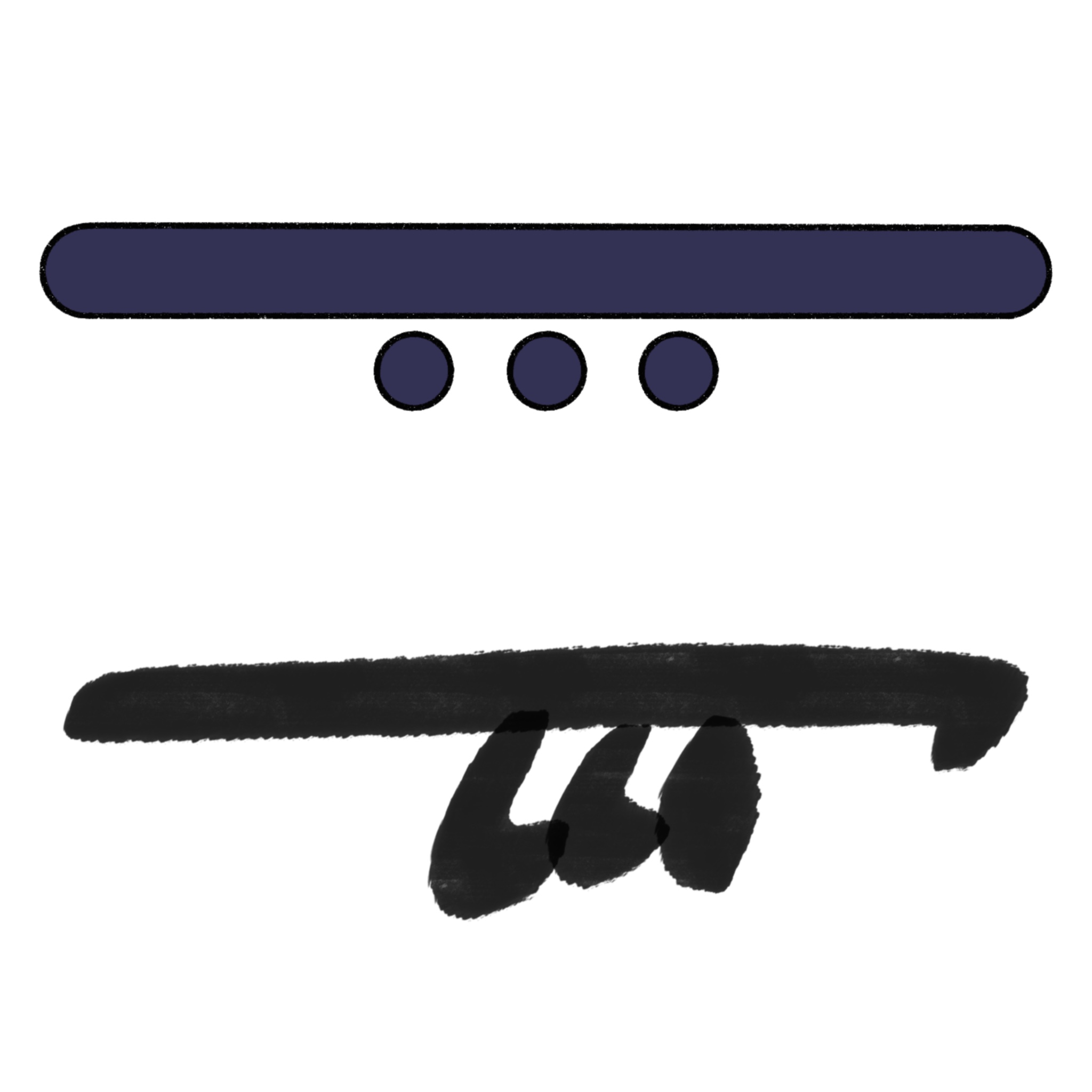
Version hiératique et hiéroglyphique

L'alluvion et trois grains de sable en hiéroglyphes égyptiens, est classifiée dans la section N « Ciel, terre, eau » de la liste de Gardiner ; cet hiéroglyphe y est noté N16.

## Représentation
Il représente une alluvion sous laquelle est alignés trois grains de sable (hiéroglyphe N33) ou parfois deux en écriture cursive servant à le différencier des autres signes similaires. Il est translittéré tȝ ou t.

## Utilisation
| N17 |

| N17 |

servant à le distinguer.
| N16 · N23 · Z1 |

| N16 · N23 · Z1 |

Égypte (duel), pays plat », 
d'où découle sa fonction en tant que phonogramme bilitère de valeur tȝ. 
| N16 · N21 · Z1 |

| N16 · N21 · Z1 |

| D · t · N16 |

| D · t · N16 |

## Exemples de mots
| S34 | n · x | N16 · N16 · N23 · N23 |

| S34 | n · x | N16 · N16 · N23 · N23 |

| z · S | N16 · Y1 |

| z · S | N16 · Y1 |

| D · t · N16 |

| D · t · N16 |